# Estabilizador horizontal
El estabilizador horizontal (en inglés: Stabilizers) es una superficie de control de vuelo que generalmente incluye una o más superficies de control móviles  y que proporciona control del cabeceo y de guiñada. Un estabilizador horizontal puede constar de una estructura fija o ajustable sobre la que se articulan las superficies de control móviles, o puede ser una superficie completamente móvil.

Conjunto de estabilizadores de un Airbus A380

En la configuración convencional de una aeronave, pueden estar el estabilizador vertical y el horizontal separados forman un empenaje ubicado en la cola de la aeronave. Otras configuraciones del empenaje, como la configuración de cola en V, incorporan estabilizadores que contribuyen a una combinación de estabilización y control longitudinal y direccional.
Se puede obtener estabilidad y control longitudinal con otras configuraciones de ala, incluidas las de ala canard, ala tándem y aeronaves sin cola.
Algunos tipos de aeronaves se estabilizan con un sistema d control de vuelo electrónico, conocido como fly-by-wire; en este caso, superficies fijas y móviles ubicadas en cualquier lugar a lo largo de la aeronave pueden servir como amortiguadores de movimiento activos o como estabilizadores normales.

## Estabilizador horizontal (o plano de profundidad)

Estabilizador horizontal con el timón de profundidad

El estabilizador horizontal, también llamado plano de profundidad, es semejante a un ala pequeña que se sitúa en la cola de aerodinos y aerostatos. Existen casos, especialmente en aviones militares y rara vez en los civiles, en los que la superficie horizontal se halla situada por delante del ala; en estos casos se habla de alerones de tipo canard.
El plano de profundidad suele servir para producir el movimiento de cabeceo. Habitualmente se divide en una parte fija delantera, denominada plano fijo horizontal, y una parte móvil trasera, denominada timón de profundidad. En algunos modelos, como en ciertos cazas a reacción (el F-15 Strike Eagle por ejemplo), no hay distinción entre parte rígida y parte articulada y es todo el estabilizador horizontal el que se articula sobre el costado de la cola para de este modo realizar el movimiento de cabeceo.

### Stabilator
El stabilator es aquel estabilizador horizontal que logra el cambio de sustentación al variar su incidencia por completo, sin timón de profundidad articulado que cambie su curvatura. Su principal ventaja añadida es que, para una misma demanda, está más lejos de la pérdida. Es muy frecuente en aviación de combate, como por ejemplo en el Su-27 o el F/A-18. En aviación de transporte o comercial suele usarse una solución intermedia, el estabilizador móvil.

### Estabilizador móvil
En los aviones, se habla de estabilizador móvil cuando se varía la incidencia del estabilizador horizontal independientemente del movimiento del timón de profundidad. Resulta entonces que las dos partes de la cola son móviles. La delantera corresponde al estabilizador móvil y su principal función es la de compensar el avión. Sobre todo a alta velocidad, compensar con el estabilizador móvil y no con el timón de profundidad conlleva menor resistencia aerodinámica de compensación (trim drag). El movimiento angular de esta superficie suele ser pequeño, del orden de 10º.
Se lo utiliza en la mayoría de los aviones comerciales de gran tamaño, como por ejemplo el Airbus A340 o el Boeing 737.

## Estabilizador vertical (o deriva)

Tipo de colas de avión: (A) estándar, (B) en forma de «T», (C) en forma de cruz, (D) con dos estabilizadores verticales en forma de «H», (E) con tres estabilizadores verticales, (F) en forma de «V».

Estabilizador vertical con el timón de dirección.

El estabilizador vertical, también llamado deriva, está situado en la cola del aerodino o aerostato. De la misma forma que el estabilizador horizontal, se divide en una parte fija, la deriva misma, y una parte articulada, el timón de dirección. Este último asegura el movimiento de la guiñada aunque, a veces y en función de los modelos, es la deriva entera la que está articulada sobre la cola del aerodino o aerostato, realizando completamente de este modo el movimiento de guiñada.
Los aviones presentan diversas configuraciones de cola, con diferentes posiciones para los estabilizadores. La posición de «cola baja» o «estándar» es la más común en aviones de transporte civil dotados de turboventiladores bajo el ala, mientras que si están adosados al fuselaje en su parte trasera se suele adoptar una «configuración en T». La disposición «en cruz» es habitual en aviones turbohélice, especialmente en los clásicos. La configuración «en H» o «doble deriva» se suele utilizar en aviones desmesuradamente grandes, como el Airbus Beluga, en aviación embarcada en portaaviones o en aviones de superioridad aérea; en general, se utiliza en casos donde la superficie vertical necesaria es muy grande o la altura total está limitada. Existe una segunda versión «en cuchilla» poco usada por necesitar dos pseudofuselajes. Algunos entrenadores militares usan una disposición «en V», con dos superficies estabilizadoras que son a la vez estabilizadores horizontales y verticales.